# Team Menard
Team Menard – były amerykański zespół wyścigowy, założony w 1980 roku przez Johna Menarda. W historii startów ekipa pojawiała się w stawce CART Indy Car World Series, NASCAR Winston Cup Series, Daytona 500, Indy Racing League oraz Indianapolis 500.

## Kierowcy
- Townsend Bell (2004)
- Gary Bettenhausen (1990–1993)
- Raul Boesel (2002)
- Geoff Brabham (1993–1994)
- Scott Brayton (1994–1996)
- Robbie Buhl (1997–1998)
- Eddie Cheever (1993, 1994, 1996)
- Kevin Cogan (1991)
- Jim Crawford (1990)
- Wally Dallenbach Jr. (1987)
- Mark Dismore (1996–1997)
- Robby Gordon (1999–2000, 2002)
- Richie Hearn (2003)
- Herm Johnson (1980–1982, 1984)
- Steve Kinser (1997)
- Buddy Lazier (1995)
- Jaques Lazier (2001–2003)
- Arie Luyendyk (1995)
- Vitor Meira (2002–2003)
- Danny Ongais (1996)
- Nelson Piquet (1993)
- Greg Ray (1999–2001)
- Tom Sneva (1991–1992)
- Tony Stewart (1996–1998)
- Mark Taylor (2004)
- Al Unser (1992)